# Snyder megye
Snyder megye az Amerikai Egyesült Államokban, azon belül Pennsylvania államban található. Megyeszékhelye Middleburg, legnagyobb városa Selinsgrove. Lakosainak száma 39 736 fő (2020. április 1.). Snyder megye Union, Northumberland, Juniata és Mifflin megyékkel határos.

## Népesség
A megye népességének változása:
| Lakosok száma | 39 741 | 39 646 | 39 751 | 39 865 | 40 444 | 39 736 |
|               | 2010   | 2011   | 2012   | 2013   | 2015   | 2020   |